# Lars Behrendt
Lars Behrendt (28 settembre 1973) è un bobbista tedesco.

## Biografia
Viene ricordato come vincitore di una medaglia d'oro nella sua disciplina, vittoria ottenuta ai campionati mondiali del 2000 (edizione tenutasi a Altenberg, Germania) insieme ai suoi connazionali André Lange, René Hoppe e Carsten Embach
Nell'edizione l'argento andò all'altra nazionale tedesca e il bronzo alla nazionale svizzera. L'anno successivo nell'edizione del 2001 vinse una medaglia d'argento sempre nella stessa disciplina.